# 有馬氏貞
有馬 氏貞（ありま うじさだ）は、上総五井藩の第4代藩主。氏倫系有馬家8代。

## 生涯
文化9年（1812年）、第3代藩主有馬久保の長男として生まれる。文化11年（1814年）、父の死去により家督を継ぐ。文政10年（1827年）に従五位下・兵庫頭に叙位・任官する。文政13年（1830年）9月8日に日光祭祀奉行に任じられた。
天保4年（1833年）1月28日に死去、享年22。跡を長男の氏郁が継いだ。

## 系譜
父母
- 有馬久保（父）

正室
- 媛 - 有馬頼徳の養女、松平乗羨の娘

子女
- 有馬氏郁（長男）生母は媛（正室）